# San Marcos Tlalcoyalco Popoloca jezik
San Marcos Tlalcoyalco Popoloca jezik (ISO 639-3: pls), jedan od sedam jezika porodice popoloca, kojim govori 5 000 ljudi (1993 SIL) u San Marcos Tlacoyalcu, meksička država Puebla.
Klasificita se podskupini popoloca, šira skupina chocho-popoloca. Pismo: latinica.

## Vanjske poveznice
- Ethnologue (14th)
- Ethnologue (15th)